# Ian Robins
Ian Robins (Bury, 22 febbraio 1952) è un ex calciatore inglese, di ruolo attaccante.

## Carriera
Si forma nell'Oldham Athletic, con cui vince la Third Division 1973-1974. Resterà in forza ai Latics sino al 1977, giocando così tre stagioni nella serie cadetta inglese.
Nella stagione 1974 la squadra della contea di Manchester lo prestò agli statunitensi del Denver Dynamos, franchigia della North American Soccer League, con cui ottiene il terzo e ultimo posto nella Central Division, non riuscendo ad accedere ai playoff del torneo.
Nel 1977 passa al Bury, con cui ottiene il quindicesimo posto nella Third Division 1977-1978.
Nel 1978 scende di categoria per giocare nell'Huddersfield Town, con cui vince la Fourth Division 1979-1980. Nella Third Division 1980-1981 con i suoi sfiora la promozione in cadetteria, chiudendo il campionato al quarto posto, a tre punti dal Charlton promosso. Robins lascerà il calcio giocato nel 1982.

## Palmarès
- Third Division: 1

Oldham Athletic: 1973-1974
- Fourth Division: 1

Huddersfield Town: 1979-1980